# Charlotte Birch-Pfeiffer

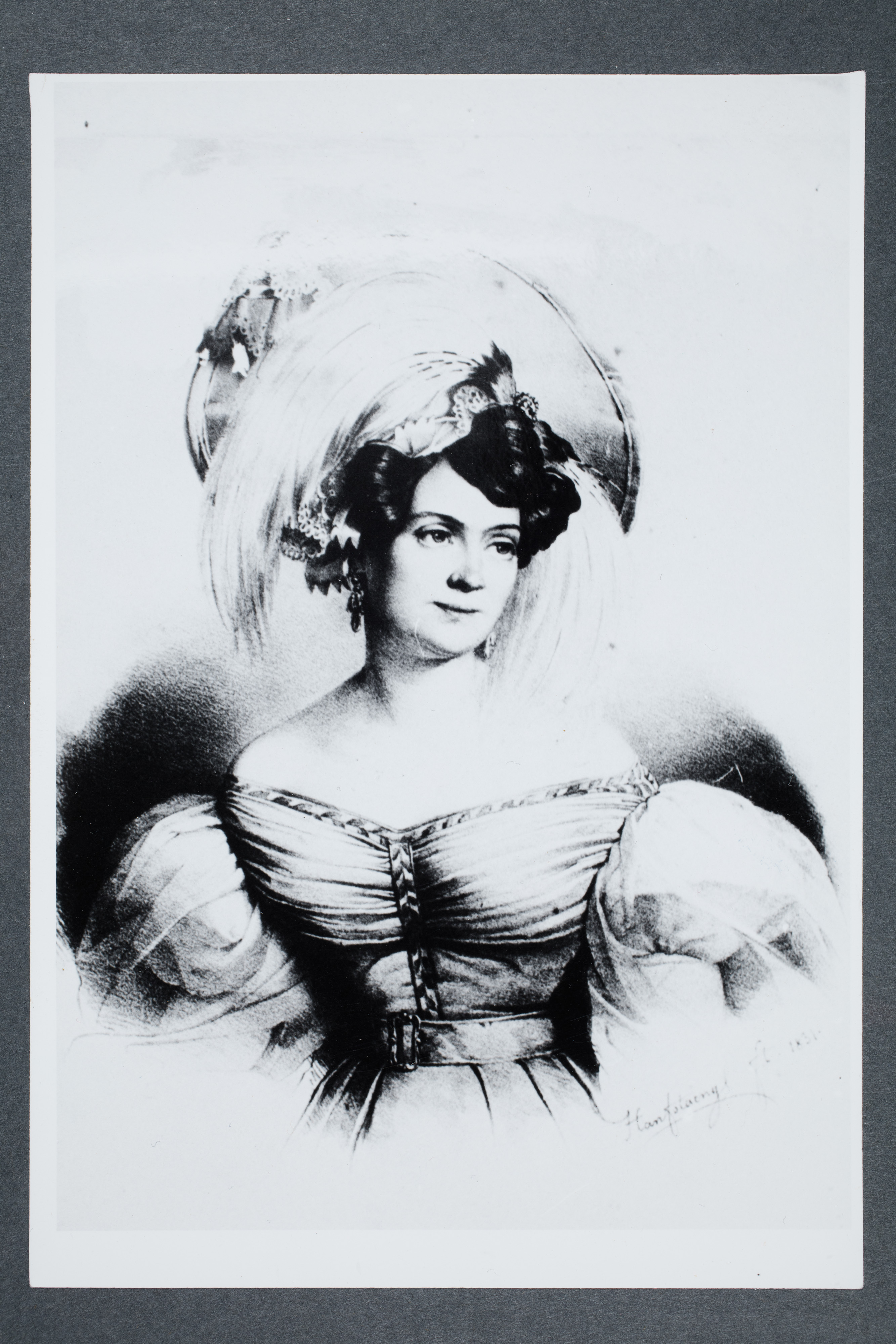
Charlotte Birch-Pfeiffer

Charlotte Johanna Birch-Pfeiffer (w Polsce znana także jako Karolina lub Szarlotta Birch-Pheiffer, ur. 23 czerwca 1800 w Stuttgarcie, zm. 25 sierpnia 1868 w Berlinie – niemiecka aktorka teatralna, dyrektorka teatru w Zürichu w latach 1837-1842 oraz pisarka.

## Życiorys
Debiutowała w 1813 r. w Monachium. W kolejnych latach występowała w różnych miastach (m.in. w Pradze, Stuggarcie, Kassel, Hannoverze, Berlinie, Dreznie i Hamburgu) wraz z grupą artystów Munch Hoftheater. W latach 1827–1839 była związana z teatrem w Wiedniu. W latach 1837–1842 pełniła funkcję dyrektora Stadttheater w Zürichu. Wystąpiła m.in. w rolach: Marii Stuart (Maria Stuart Fryderyka Schillera), Elizabeth (również Maria Stuart) oraz Safony (Sappho Franza Grillparzera).

## Twórczość literacka
Była autorką ok. stu sztuk teatralnych, w tym adaptacji popularnych utworów prozatorskich (m.in. Alexandra Dumasa, Victora Hugo i Charlotte Brontë). Była autorką librett (m.in. do oper Friedricha von Flotowa i Gustava Schmitta). Ważne utwory: 

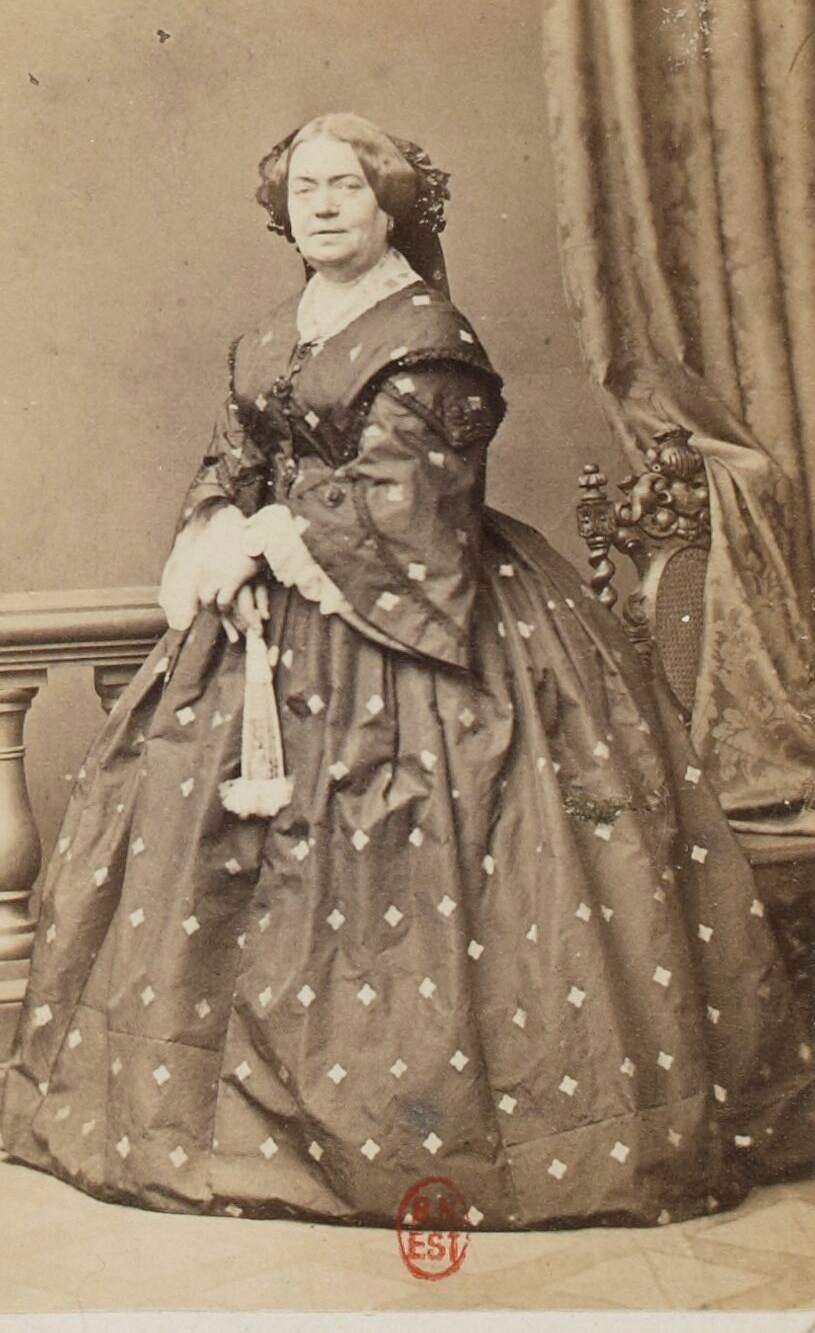
Charlotte Birch-Pfeiffer

- Weitere W Das Pfefferrösel (1828)
- Hinko (1829)
- Der Glöckner v. Notre Dame (1847)
- Dorf u. Stadt (1847)
- Die Waise von Lowood (1855)
- Die Grille (1856).

## Życie prywatne
Jej mężem był pisarz: Christian Andreas Birch.